# 石橋茜
石橋 茜（いしばし あかね・1984年6月12日 - ）は、神奈川県出身のフリーアナウンサー、元女性モデル・レースクイーン。
ジョイスタッフ所属。愛称は「あかねっち」。

## 人物
- 趣味：ショッピング、ウォーキング、ダイエット。特技：スノーボード。
- 好きな色：ピンク、白、黒、赤。
- 3歳下の妹がいる[1]。
- モデル・レースクイーン時代はネットアージュに所属。元フェイスネットワーク→プラチカ所属の渡辺奈緒美や、かつて同じ事務所だった石井貴子[2]や中澤里香[3]とも仲が良い。
- 2013年9月にジョイスタッフに移籍。フリーアナウンサーとしての活動を始める[4]。

## 活動歴

### TV
- CX 笑っていいとも 浴衣モデル
- CX SMAP×SMAP

### スチール
- SPORTS AUTHORITY
- クリスタルブラン(エリミス)

### WEB
- NET vivi
- AT-SCELTA

### 雑誌
- ホリデーオート 表紙
- カーセンサー
- TOKYO1週間

### CM
- ツチヤオート

### ショー
- ドイツ ESSEN モーターショー
- マルイ SUMMER COLLECTION

### レースクイーン
- 2006年 - 2007年：SUPER GT「PHILIPSサーキットレディ」
- 2012年：D1グランプリ「TOYO TIRES イメージガール“TOYO GIRLS”」

### DVD
- 清楚な午後（2008年10月9日発売）